# Tennman Records
Tennman Records – firma fonograficzna, założona przez Justina Timberlake'a 28 maja 2007 roku.
Jedną z osób, której pierwszą solową płytę wyda firma, będzie Esmée Denters, której nagrania Timberlake zauważył na serwisie YouTube i namówił do współpracy.